# Соболевський Петро Григорович
Петро Григорович Соболевський (рос. Соболевский Пётр Григорович, 4 (15) лютого 1782, Петербург — 24 жовтня (5 листопада) 1841, Петербург) — російський інженер і вчений у галузі металургії, член-кореспондент Петербурзької АН. Один з основоположників порошкової металургії в Росії.

## Біографія
1824 року створив у Петербурзі першу російську науково-дослідну організацію в галузі металургії — з'єднану лабораторію Департаменту гірничих і соляних справ, Гірничого кадетського корпусу і Головної гірничої аптеки. 1826 року вперше (разом з В. В. Лобарським) застосував процеси пресування і спікання для виготовлення виробів з порошку платини. 1828 року вперше налагодив карбування платинових монет. У 1830-х роках досліджував вплив гарячого дуття в доменному виробництві.

## Твори
- О способах выделывания стали при Боткинском казенном заводе, «Журнал мануфактур и торговли», 1825, № з—6;
- Об очищении и обработке сырой платины, «Горный журнал», 1827, кн. 4;
- Об успехах обработки платины, 1829, ч. 2, кн. 5;
- Известие о платиновом производстве в России, там же; 1835, ч. 1, кн. 3;
- Sobolewskoy P. Ueber das Ausbringen des Platins in Russland [Архівовано 3 лютого 2015 у Wayback Machine.], Annalen der Physik und Chemie, 1834 Bd 33, S. 99—109.